# عزة الكنانية
عزة الحاجبية هي امرأة كانت معشوقة كثير عزة. عاشت في العصر الأموي ضمن بلاد بني غفار من قبيلة كنانة.

## اسمها و نسبها
عزة الحاجبية واسمها الكامل عزة بنت جميل بن حفص بن إياس بن عبد العزى بن حاجب بن غفار بن مليل بن ضمرة بن بكر بن عبد مناة بن كنانة من بني حاجب بن غفار إحدى فروع قبيلة كنانة.
عاشت عزة مع عاشقها كثير الخزاعي في العصر الأموي وكان يكنيها في شعره باسم أم عمرو ويسميها الضميرية وابنة الضمري نسبةً إلى جدها ضمرة. سكنت مصر وتزوجت بها، وماتت ولم تتزوج عاشقها كثير.